# Circo de Cartago
El circo de Cartago era un circo romano construido en la ciudad de Cartago. Poco conocido debido a la destrucción de sus estructuras, no es más visible que por una depresión perceptible al nivel del suelo. Ha sido objeto de excavaciones durante la campaña patrocinada por la Unesco.
La construcción, en las afueras de la ciudad romana, está atravesado por una carretera. La gran arena estaba separada por una spina y sobre uno de los lados se situaban las carceres.

## Historia
No hay consenso sobre su datación, ya que fue construido y utilizado durante varios años antes de su dedicación oficial. Parece haber sido edificado alrededor del año 238. La gente de la ciudad de Cartago acudía al circo para superar las tensiones cotidianas.

En general, ir al circo en tiempo de crisis no era sucumbir al lujo, sino mostrar un cívico y robusto patriotismo. Amar a su ciudad era amar los juegos. Salviano relata que, según se aproximaban los vándalos a Numidia y a Cartago, se encontraban con «rugidos del público en el circo
Salviano»